# سباق التسلح البحري الأنجلو-ألماني
كان سباق التسلح بين بريطانيا العظمى وألمانيا الذي وقع منذ العقد الأخير من القرن التاسع عشر حتى بداية الحرب العالمية الأولى في 1914، أحد الأسباب المتداخلة لذلك الصراع. وانطلاقاً من علاقة ثنائية ساءت على مدى عقود عديدة، بدأ سباق التسلح بخطة وضعها الأدميرال الألماني ألفريد فون تيربيتز في 1897 لإنشاء أسطول آمن، من شأنه إجبار بريطانيا على تقديم تنازلات دبلوماسية؛ فلم يكن تيربيتز يتوقع أن تهزم البحرية الإمبراطورية الألمانية البحرية الملكية.
مدعوماً من القيصر فيلهلم الثاني، بدأ تيربيتز في تمرير سلسلة من القوانين لبناء عدد متزايد من البوارج السطحية الكبيرة. فقد دفع بناء البارجة إتش إم إس دريدنوت في 1906 تيربيتز إلى زيادة معدل البناء البحري. وبينما كان بعض المراقبين البريطانيين يشعرون بعدم الارتياح إزاء التوسع البحري الألماني، فإن ناقوس الخطر العام لم يدق حتى صدور قانون البحرية الألمانية لعام 1908. حينها طالبت المعارضة العامة والسياسية البريطانية الحكومة الليبرالية بمواجهة التحدي الألماني، مما أدى إلى تمويل المزيد من السفن المدرعة في 1910 وتصعيد سباق التسلح.
كان من آثار الحفاظ على أكبر جيش في أوروبا وثاني أكبر قوة بحرية وقوع خسائر فادحة لشؤون ألمانيا المالية. لذلك تبنى تيوبالت فون بتمان هولفيغ، المستشار الألماني منذ 1909، سياسة انفراج مع بريطانيا لتخفيف الضغط المالي والتركيز على التنافس مع فرنسا. وبموجب سياسة بتمان هولفيغ، خاصة منذ 1912 فصاعداً، تخلت ألمانيا عن سباق التسلح المدرع وركزت على إستراتيجية الغارات التجارية البحرية التي ستجرى باستخدام الغواصات.
كانت إحدى المفارقات في سباق التسلح والصراع اللاحق أنه بينما خاض أسطول المعركة الألماني اشتباكاً سطحياً رئيسياً واحداً فقط، ألا وهو معركة يوتلاند غير الحاسمة، فإنه لم يُهدد أبداً التفوق البحري البريطاني بشكل خطير، بل كانت إستراتيجية الغارات التجارية التي كانت محور التركيز التاريخي لعقيدة البحرية الألمانية هي من عرضت الشحن التجاري والواردات البريطانية للخطر الدائم طوال الحرب.

## خلفية تاريخية
كان لدى بريطانيا أكبر قوة بحرية في العالم وكانت سياستها تتمحور حول التأكد من أن البحرية الملكية كانت على الأقل بحجم أكبر بحريتين مجاورتين والمعروفين بمعيار القوة الثنائية. كان الاقتصاد البريطاني يعتمد على القدرة على شحن المواد الخام وتصدير المنتج النهائي. بحلول عام 1900، وصل 58٪ من السعرات الحرارية التي يستهلكها سكان بريطانيا من الخارج، مما يعني أن عدم القدرة على ضمان حرية الحركة في البحار سيؤدي إلى نقص في الغذاء. حتى قبيل الصراع البحري الألماني، كان القادة السياسيون والعسكريون البريطانيون يفكرون في العواقب الاقتصادية والاجتماعية والسياسية الكارثية إذا لم تتمكن البحرية الملكية البريطانية من ضمان حرية العمل البريطانية. أصبح القلق بشأن قدرة بريطانيا على الدفاع عن نفسها محوراً لنوع أدب الغزو، الذي بدأ في 1871، وظل شائعاً حتى الحرب العالمية الأولى، وكان له تأثير كبير على الرأي العام.

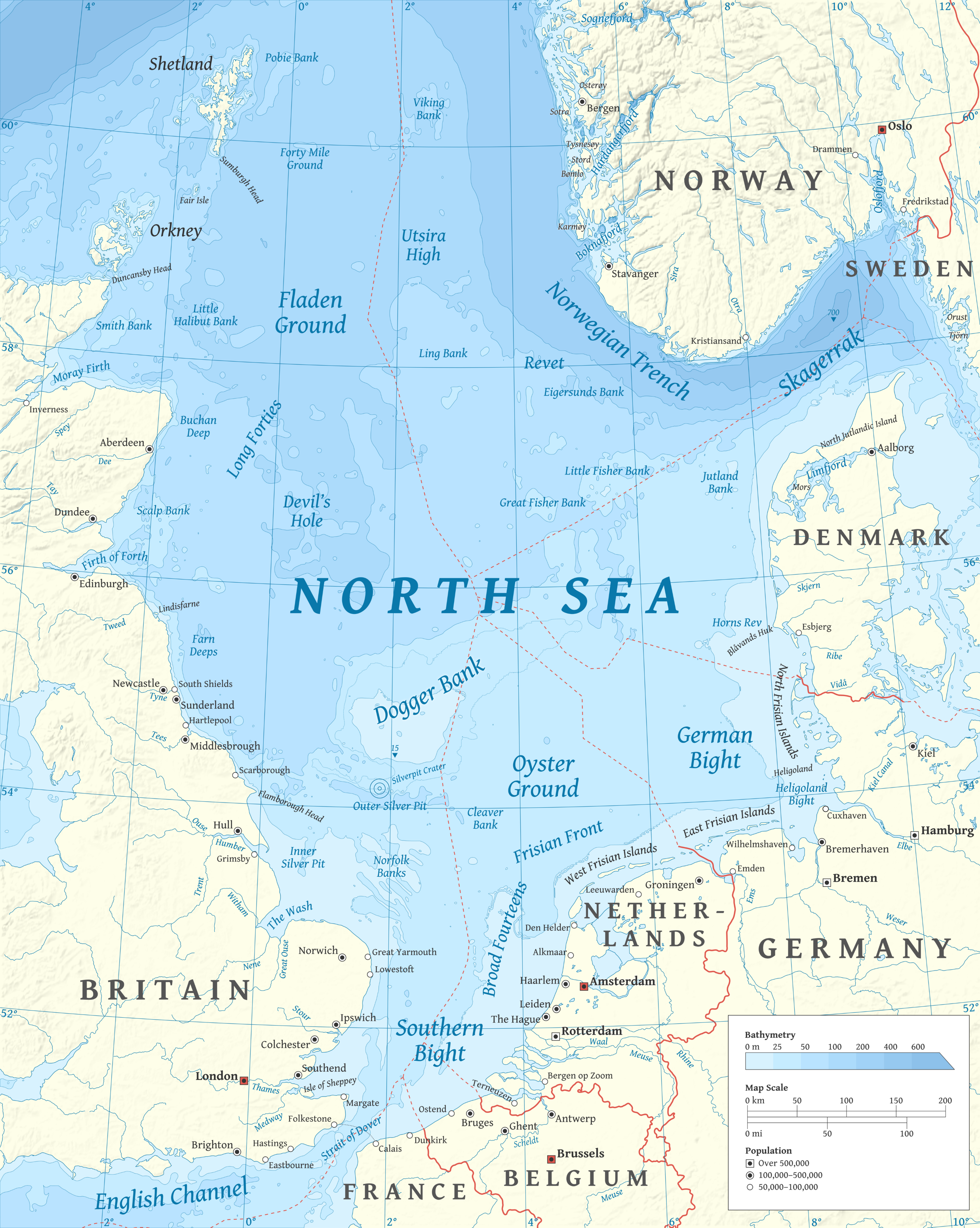
بحر الشمال

كان المستشار الأول لألمانيا الموحدة أوتو فون بسمارك قد قاد بمهارة العلاقات الخارجية لألمانيا، لذا لم تكن مرتبطة بشدة بأي قوة أوروبية أخرى. لكن بعد رحيله في 1890، انجرفت السياسة الخارجية الألمانية إلى التزام أعمق مع الحلف الثلاثي بين النمسا والمجر وإيطاليا. أقنع فريدريش فون هولشتاين من وزارة الخارجية الألمانية المستشار الجديد، ليو فون كابريفي، بعدم تجديد معاهدة إعادة التأمين مع الإمبراطورية الروسية في 1890. صمم بسمارك معاهدة إعادة التأمين لمنع روسيا من التحالف مع فرنسا. أدى البحث الروسي عن حلفاء يمكنهم تمويل ديونهم الهائلة إلى التحالف الفرنسي الروسي بعد عدة سنوات. كان هولشتاين يأمل في أن يؤدي انهيار معاهدة إعادة التأمين إلى علاقة أوثق مع بريطانيا، التي كانت تتنافس مع كل من روسيا وفرنسا، وهو ما لم يحدث. ومنذ عام 1890 إلى عام 1897، تذبذبت ألمانيا بين السياسات الموالية لبريطانيا والموالية لروسيا، مما عكس تضارب القيادة الألمانية.
في 1890، نشر المؤرخ البحري الأمريكي ألفريد ثاير ماهان كتاب "تأثير القوة البحرية على التاريخ"، وهو أهم عمل منفرد[بحاجة لعزو لمصدر] في الإستراتيجية البحرية. جادل ماهان بأن القوة البحرية كانت العامل الحاسم الذي سمح للدول القوية بالازدهار وفرض إرادتها على الدول الأضعف وأن الطريقة الصحيحة لتحقيق التفوق البحري كانت معركة واسعة النطاق بين الأساطيل. في ذلك الوقت، اشتركت البحرية الإمبراطورية الألمانية في نظرية الغارة التجارية الخاصة باستراتيجية البحرية، لكن حجج ماهان كان لها تأثير هائل على التفكير الألماني والبريطاني اللاحق.

## للمزيد من القراءة
- Berghahn, V.R. Germany and the Approach of War in 1914 (Macmillan, 1973). pp 25–42
- Berghahn, Volker Rolf. Der Tirpitz-Plan (Droste Verlag, 1971). in German
- Bird, Keith. "The Tirpitz Legacy: The Political Ideology of German Sea Power," Journal of Military History, July 2005, Vol. 69 Issue 3, pp 821–825
- Bönker, Dirk. Militarism in a Global Age: Naval Ambitions in Germany and the United States before World War I (2012) excerpt and text search; online review
- Bönker, Dirk. "Global Politics and Germany's Destiny 'from an East Asian Perspective': Alfred von Tirpitz and the Making of Wilhelmine Navalism." Central European History 46.1 (2013): 61–96.
- Brandenburg، Erich (1933) [in German: 1927]. From Bismarck to the World War: A History of German Foreign Policy 1870–1914. ترجمة: Elizabeth Adams، Annie. London: Oxford University Press. ص. 266–99 & 394–417.
- Clark، Christopher M. (2012). The Sleepwalkers: How Europe Went to War in 1914. London: Allen Lane. ISBN:978-0061146657.
- Dunley، Richard (أبريل 2015). "Sir John Fisher and the Policy of Strategic Deterrence, 1904–1908". War in History. ج. 22 ع. 2: 155–173. DOI:10.1177/0968344514521126. S2CID:143464451.
- Epkenhans، Michael (2008). Tirpitz: Architect of the German High Seas Fleet. Washington, DC: Potomac Books. ISBN:978-1574887327.
- Grimes، Shawn T. (2012). Strategy and War Planning in the British Navy. Boydell & Brewer. ISBN:978-1843836988. JSTOR:10.7722/j.ctt3fgkwv.
- Herweg, Holger H. (1980). 'Luxury Fleet', The Imperial German Navy 1888–1918. London: The Ashfield Press. ISBN:0-948660-03-1.
- Hobson، Rolf (1996). The German School of Naval Thought and the Origins of the Tirpitz Plan 1875-1900 (PDF). Forsvarsstudier no. 2/1996. Oslo: Norwegian Institute for Defence Studies. مؤرشف من الأصل (PDF) في 2018-05-23.
- Hobson، Rolf (2002). Imperialism at Sea: Naval Strategic Thought, the Ideology of Sea Power, and the Tirpitz Plan, 1875-1914. Brill Publishers. ISBN:978-0391041059.
- Hoerber, Thomas. "Prevail or perish: Anglo-German naval competition at the beginning of the twentieth century," European Security (2011) 20#1, pp. 65–79.
- Kelly، Patrick J. (أكتوبر 2002). "Strategy, Tactics, and Turf Wars: Tirpitz and the Oberkommando der Marine, 1892-1895". Journal of Military History. ج. 66 ع. 4: 1033–1060. DOI:10.2307/3093263. JSTOR:3093263.
- Kelly، Patrick J. (2011). Tirpitz and the Imperial German Navy. Indiana University Press. ISBN:978-0253355935.
- Kennedy, Paul M. The rise of the Anglo-German antagonism, 1860-1914 (1980) pp 410–31.
- Kennedy، Paul M. (1989). The Rise and Fall of the Great Powers. Boston: Allen & Unwin. ISBN:978-0679720195.
- Kennedy, Paul. "Strategic Aspects of the Anglo-German Naval Race", in Kennedy, Strategy and Diplomacy 1870-1915 (1983)
- Kennedy, Paul. The rise and fall of British naval mastery (1976) pp 205–38
- Lambert، Nicholas A. (2001). Sir John Fisher's Naval Revolution. University of South Carolina Press. ISBN:978-1570034923.
- MacMillan، Margaret (2013). The War That Ended Peace: The Road to 1914 (ط. Kindle). Penguin Books. ISBN:978-0812994704.
- Marder، Arthur (1978). From the Dreadnought to Scapa Flow: Volume I: The Road to War 1904-1914 (ط. August 2013 reprint). Naval Institute Press. ISBN:978-1591142591.
- Morgan-Owen، David (مايو 2015). "A Revolution in Naval Affairs? Technology, Strategy and British Naval Policy in the 'Fisher Era'". Journal of Strategic Studies. ج. 38 ع. 7: 944–965. DOI:10.1080/01402390.2015.1005440. S2CID:153636889.
- Murray, Michelle. "Identity, insecurity, and great power politics: the tragedy of German naval ambition before the First World War." Security Studies 19.4 (2010): 656–688. online[وصلة مكسورة]
- Padfield, Peter. The Great Naval Race: Anglo-German Naval Rivalry 1900-1914 (2005) online
- Rüger، Jan (2007). The Great Naval Game: Britain and Germany in the Age of Empire. Studies in the Social and Cultural History of Modern Warfare (Book 26). Cambridge University Press. ISBN:978-0521875769.
- Rüger, Jan. "Revisiting the Anglo-German Antagonism," Journal of Modern History (2011) 83#3, pp. 579–617 in JSTOR
- Seligmann، Matthew (7 يناير 2010). "Intelligence Information and the 1909 Naval Scare: The Secret Foundations of a Public Panic". War in History. ج. 17 ع. 1: 37–59. DOI:10.1177/0968344509348302. S2CID:146378590. مؤرشف من الأصل في 2021-02-08.
- Steinberg، Jonathan (مارس 1973). "Review: The Tirpitz Plan (Reviewed Work: Der Tirpitz-Plan. Genesis und Verfall einer innenpolitischen Krisenstrategie by Volker R. Berghahn)". The Historical Journal. ج. 16 ع. 1: 196–204. DOI:10.1017/S0018246X00003794. JSTOR:2637924.
- Steinberg، Jonathan (1965). Yesterday's Deterrent: Tirpitz and the Birth of the German Battle Fleet. London: Macdonald. LCCN:66003814.
- Vagts, Alfred. "Land and Sea Power in the Second German Reich." Journal of Military History 3.4 (1939): 210+ online
- Woodward, E.L. Great Britain And The German Navy (1935) 535pp; scholarly history online

## وصلات خارجية
- Bönker، Dirk. "Naval Race between Germany and Great Britain, 1898–1912". 1914-1918-online. International Encyclopedia of the First World War. مؤرشف من الأصل في 2021-05-25.
- Brose، Eric. "Arms Race prior to 1914, Armament Policy". 1914-1918-online. International Encyclopedia of the First World War. مؤرشف من الأصل في 2021-05-12.